# Plurale delle parole in -cia e -gia
Nella grammatica italiana è spesso fonte di dubbi la corretta grafia del femminile plurale delle parole terminanti in -cia e -gia, a causa del valore (ora fonologico, ora diacritico) che può assumere la lettera i:
1. se la i è tonica (valore fonologico: /-'ʧia/, /-'ʤia/), formano il plurale (regolarmente) sempre in -cie e -gie;
(farmacìa → farmacìe; bugìa → bugìe)
2. se, invece, la i è atona (valore diacritico: /-ʧa/, /-ʤa/), l'attuale regola grammaticale (proposta da Migliorini quale semplificazione del precedente criterio etimologico) vuole che:
  - la si conservi, se la consonante è immediatamente preceduta da una vocale (V), quindi -[V]cie, -[V]gie
(acacia → acacie; battigia → battigie)
  - la si sopprima, se la consonante è immediatamente preceduta da un'altra consonante (C), quindi -[C]ce, -[C]ge.
(provincia → province; spiaggia → spiagge)

La seconda regola grammaticale (№2) si è imposta soltanto dalla seconda metà del XX secolo; tuttavia anche i plurali basati sul precedente criterio etimologico (Lat. provincia(f) > provincie), essendo l'attuale norma una sua semplificazione, vengono — o dovrebbero essere — generalmente accettati in qualità di grafie alternative, e indicati dai dizionari poiché appartenenti alla tradizione letteraria italiana.
Sono, invece, errate tutte le grafie in deroga all'attuale norma grammaticale (o che non trovano giustificazione neppure secondo il criterio etimologico).

## Origine del fenomeno
Nel singolare la presenza della I diacritica è motivata dalla necessità di indicare la pronuncia palatale della C, [ʧ] (C dolce), e della G, [ʤ] (G dolce), che altrimenti avrebbero suono velare davanti alla A. Nel plurale tale necessità viene meno, essendo la pronuncia della C e della G già automaticamente palatale davanti a E; non a caso alcuni linguisti, come Serianni, ne auspicherebbero addirittura l'eliminazione in un'ottica di razionalizzazione linguistica, considerando tale presenza un mero "relitto grafico", se non fosse - affermano - che tale soppressione urterebbe «abitudini scrittorie ormai consolidate» e la sensibilità linguistica di certuni scriventi più colti laddove la I ha origini etimologiche. Tale I, inoltre, ha talvolta anche accessoriamente una funzione distintiva, in casi come, ad esempio, feróce (agg) e feròcie (pl.).
La regola attuale infatti è nata come semplificazione del precedente criterio etimologico, il quale prevedeva che:
- le parole femminili terminanti in -cia e -gia mantenessero la i nel plurale, se pure l'etimo latino conteneva il nesso -CI- o -GI- seguito da vocale.

Siccome, però, era difficile che tutta la popolazione alfabetizzata, anche non colta, potesse attenersi a tale regola, perché presupponeva la conoscenza dell'etimo per ogni parola interessata; Migliorini nel 1949 propose l'attuale regola basata su criteri di fonetica storica.
La regola però risulta essere solo empiricamente valida, perché nei fatti presenta una serie di esiti in contrasto con quanto previsto dalla vecchia regola etimologica, che Fiorelli ha stimato in circa 60 su un totale di oltre 800 parole interessate dalle due regole. Ciò spiega perché i maggiori dizionari per alcune parole in -cia e in -gia indichino un doppio plurale, che però ha un'unica pronuncia.

## Lista di parole
| Parola                  | Plurale stand. | Criterio etim. | Plurale storico     | Etimo                                                                                         | Note |
| ----------------------- | -------------- | -------------- | ------------------- | --------------------------------------------------------------------------------------------- | --- |
| conscia (conscio)       | -ce            | -cie           |                     | Lat. conscius                                                                                 | |
| inconscia (inconscio)   | -ce            | -cie           |                     | Lat. inconscius                                                                               | |
| inscia (inscio)         | -ce            | -cie           |                     | Lat. inscius                                                                                  | 'ignara' |
| minaccia                | -ce            | -cie*          |                     | Lat. minācĭa                                                                                  | *Plurale non indicato nel DOP (http://www.dizionario.rai.it/poplemma.aspx?lid=18902&r=237185)                                                                |
| nescia (nescio)         | -ce            | -cie           |                     | Lat nescius                                                                                   | 'ignara' |
| provincia               | -ce            | -cie           |                     | Lat provĭncĭa(f)                                                                              | Questo è uno dei casi piú celebri, in quanto la Costituzione Italiana usa provincie nel testo del 1947 ma province nella versione moderna.                   |
| sescuncia               | -ce            | -cie           |                     | Lat. sescŭncĭa(f)                                                                             | |
| camicia                 | -cie           | -cie           | -ce*                | Lat. tardo camīsĭa(m)                                                                         | *Attenzione possibile confusione tra camìce e càmice |
| contumacia              | -cie           | -cie           | -ce †*              | Lat. contumacĭa(m)                                                                            | *Questo plurale, oggi disuso, non rispondente a nessuna regola, era diffuso nella cultura popolare del XIV sec., ed è confondibile con l'aggettivo contumace |
| bricia †                | -cie           | -ce            |                     |                                                                                               | 'briciola' |
| cecia                   | -cie           | -ce            |                     | toscanismo                                                                                    | |
| ciocia                  | -cie           | -ce            |                     |                                                                                               | |
| fradicia (fradicio)     | -cie           | -ce            | Metatesi da fracido |                                                                                               | |
| micia (micio)           | -cie           | -ce            |                     |                                                                                               | |
| pecia                   | -cie           | -ce            |                     |                                                                                               | |
| sbricia (sbricio)       | -cie           | -ce            |                     | 'ridotta male, povera' toscanismo                                                             | |
| suacia                  | -cie           | -ce            |                     |                                                                                               | |
| sudicia (sudicio)       | -cie           | -ce            | Metatesi di sucido  |                                                                                               | |
| trucia                  | -cie           | -ce            |                     | 'misera, logora, sporca' toscanismo                                                           | |
| -spongia                | -ge            | -gie           |                     | Lat. -spongiae                                                                                | |
| capetingia (capetingio) | -ge            | -gie           |                     | Da Capetingi                                                                                  | 'dei Capetingi' |
| dalbergia               | -ge            | -gie           |                     | Lat. Dalbergia                                                                                | |
| merovingia (merovingio) | -ge            | -gie           |                     | Da Merovingi                                                                                  | 'dei Merovingi' |
| orgia                   | -ge            | -gie           |                     | Lat. orgĭa(n)                                                                                 | |
| acquaragia              | -gie           | -gie           | -ge                 | acqua + ragia                                                                                 | |
| cinigia                 | -gie           | -gie           | -ge                 | Lat. *cinisia                                                                                 | 'cenere, brace' |
| cupidigia               | -gie           | -gie           | -ge                 | Lat. *cupiditia                                                                               | |
| accomandigia †          | -gie           | -ge            |                     |                                                                                               | |
| alterigia               | -gie           | -ge            |                     |                                                                                               | |
| balogia (balogio)       | -gie           | -ge            |                     |                                                                                               | 'fiacca, melensa' toscanismo |
| bambagia                | -gie           | -ge            |                     |                                                                                               | |
| barbogia (barbogio)     | -gie           | -ge            |                     |                                                                                               | 'vecchia, rimbambita' |
| battigia                | -gie           | -ge*           |                     |                                                                                               | anticamente epilessia; *Plurale non indicato nel DOP (http://www.dizionario.rai.it/poplemma.aspx?lid=77996&r=25886)                                          |
| bigia (bigio)           | -gie           | -ge            |                     |                                                                                               | 'grigia' |
| bragia †                | -gie           | -ge            |                     |                                                                                               | 'brace' |
| bùgia (bugio)           | -gie           | -ge            |                     |                                                                                               | 'cava, bucata, vuota' |
| calbigia                | -gie           | -ge            |                     |                                                                                               | |
| calderugia              | -gie           | -ge            |                     |                                                                                               | |
| callipigia              | -gie           | -ge            |                     |                                                                                               | 'dalle natiche formose' attribuito a Venere |
| ciliegia                | -gie           | -ge            |                     | Lat. *cerasum                                                                                 | |
| contigia                | -gie           | -ge            |                     | Fr. ant. cointise                                                                             | |
| franchigia              | -gie           | -ge            |                     |                                                                                               | |
| frogia                  | -gie           | -ge            |                     |                                                                                               | |
| grandigia               | -gie           | -ge            |                     | 'pomposità, superbia'                                                                         | |
| grattapugia             | -gie           | -ge            | Prov. grataboyssa   |                                                                                               | |
| grattugia               | -gie           | -ge            | Prov. gratuza       |                                                                                               | |
| grigia (grigio)         | -gie           | -ge            |                     |                                                                                               | |
| guarentigia             | -gie           | -ge            |                     |                                                                                               | |
| ingordigia              | -gie           | -ge            |                     |                                                                                               | |
| ligia (ligio)           | -gie           | -ge            |                     |                                                                                               | |
| maligia †               | -gie           | -ge            |                     | Tipo di cipolle                                                                               | |
| malvagia (malvagio)     | -gie           | -ge            |                     |                                                                                               | |
| mattugia (mattugio)     | -gie           | -ge            |                     | Detto di 'uccello di piccole dimensioni'                                                      | |
| minugia (minugio)       | -gie           | -ge            |                     | 'intestina, interiora' In realtà già pl. le minugia                                           | |
| mogia (mogio)           | -gie           | -ge            |                     |                                                                                               | |
| raccomandigia †         | -gie           | -ge            |                     |                                                                                               | |
| ragia                   | -gie           | -ge*           | Lat. rasis          | *Plurale non indicato nel DOP (http://www.dizionario.rai.it/poplemma.aspx?lid=18902&r=237185) | |
| randagia (randagio)     | -gie           | -ge            |                     |                                                                                               | |

- Elenco tratto dal DOP

Si avverte che la regola standard è spesso l'unica conosciuta per la formazione dei plurali delle parole in -cia e in -gia, per cui i plurali conformi al criterio etimologico, seppur corretti, potrebbero essere avvertiti come erronei da chi ignora le origini della regola grammaticale oggi in vigore.

È bene, quindi, attenersi a un principio di prudenza nello scrivere, preferendo le forme regolari soprattutto negli scritti formali o soggetti a valutazione, e riservare le varianti etimologiche per la scrittura privata o informale, in quanto potrebbero non essere accettate da tutti come legittime e quindi considerate agrammaticali; spesso, infatti, non sono riportate da tutti i dizionari. Il discorso vale soprattutto per le varianti meno diffuse e quindi meno familiari allo scrivente medio (un'approssimazione di questa familiarità può essere stimata dal numero di dizionari che registrano varianti etimologiche).
Un discorso a parte meritano i termini in -uncia: denuncia, pronuncia, rinuncia (derivati da antiche forme in -unzia - oggi desuete - provenienti dal latino nuntiare, dovutamente prefissato) che formano il plurale regolarmente in -ce, assecondando sia la regola standard che il criterio etimologico, ma per cui alcuni dizionari - tra cui il DOP - ammettono anche le forme in -cie, conservando la I dall'antico plurale in -zie.

## Esempi celebri
Ecco alcuni esempi "celebri" di plurali che non seguono la regola canonica:
- Il plurale ciliege è stato utilizzato da Oriana Fallaci nel titolo del suo ultimo libro postumo Un cappello pieno di ciliege.
- Il plurale provincie è utilizzato nel titolo V del testo originale della Costituzione italiana "Le Regioni, le Provincie, i Comuni" e nel testo dello stesso[6]; così come nel nome della Cassa di Risparmio delle Provincie Lombarde. Questo è chiaramente perché la stesura del testo risale alla fine della prima metà del Novecento, cioè prima che si diffondesse l'ortografia proposta da Migliorini.